# Abborrtjärnen (Lidens socken, Medelpad, 697076-155848)
Abborrtjärnen är en sjö i Sundsvalls kommun i Medelpad och ingår i Indalsälvens huvudavrinningsområde. Sjöns area är 0,04 kvadratkilometer och den är belägen 300 meter över havet.